# Alegeri pentru Parlamentul European în Belgia, 1994
Alegerile pentru Parlamentul European au avut loc în Belgia pentru a patra oară, în data de 12 iunie 1994. În cadrul colegiului electoral olandez au fost aleși 13 membri pentru Parlamentul European, în colegiul electoral francez 11 membri, iar în colegiul electoral german 1 membru.

## Colegiul electoral Olandez
| Partid/Alianță | Partid/Alianță                    | Votes     | %      | +/−    | Seats | +/− |
| -------------- | --------------------------------- | --------- | ------ | ------ | ----- | --- |
|                | Partidul Flamand Creștin-Democrat | 1,013,266 | 27.43% | −6.65% | 4     | −1  |
|                | Flamanzii Liberali și Democrați   | 678,421   | 18.36% | +1.26% | 3     | +1  |
|                | Partidul Socialist - Diferit      | 651,371   | 17.63% | −2.41% | 3     | 0   |
|                | Vlaams Blok                       | 463,919   | 12.56% | +5.97% | 2     | +1  |
|                | Partidul Verde                    | 396,198   | 10.73% | −1.47% | 1     | 0   |
|                | Partidul Uniunea Populară         | 262,043   | 7.09%  | −1.61% | 0     | +1  |
|                | WOW                               | 127,504   | 3.45%  | +3.45% | 0     | 0   |
|                | Altele                            | 101,427   | 2.75%  | --     | 0     | 0   |

- Au fost luate în cosiderare doar partidele care au totalizat cel puțin 50.000 de voturi.

## Colegiul electoral Francez
| Partid/Alianță | Partid/Alianță                                            | Votes   | %      | +/−    | Seats | +/− |
| -------------- | --------------------------------------------------------- | ------- | ------ | ------ | ----- | --- |
|                | Partidul Socialist(Belgia Francofonă)                     | 680,142 | 30.44% | −7.69% | 3     | −2  |
|                | Partidul Liberal Reformist - Frontul Democratic Francofon | 541,724 | 24.25% | +1.52% | 3     | +1  |
|                | Centrul Democrat Umanist                                  | 420,198 | 18.81% | −2.47% | 2     | 0   |
|                | Ecolo                                                     | 290,859 | 13.02% | −3.54% | 1     | −1  |
|                | Frontul Național                                          | 175,732 | 7.87%  | +7.87% | 1     | +1  |
|                | Altele                                                    | 125,609 | 5.62%  | --     | 0     | 0   |

- Au fost luate în cosiderare doar partidele care au totalizat cel puțin 50.000 de voturi.

## Colegiul electoral German
| Partid/Alianță | Partid/Alianță                                      | Votes  | %      | +/− | Seats | +/− |
| -------------- | --------------------------------------------------- | ------ | ------ | --- | ----- | --- |
|                | Partidul Creștin-Social - Partidul Popular European | 11,999 | 31.29% | --  | 1     | --  |
|                | Partidul Pentru Libertate și Progres                | 7,690  | 20.06% | --  | 0     | --  |
|                | Partidul Belgienilor Germani                        | 5,945  | 15.51% | --  | 0     | --  |
|                | Ecolo                                               | 5,714  | 14.90% | --  | 0     | --  |
|                | Partidul Socialist (Belgia Francofonă)              | 4,820  | 12.57% | --  | 0     | --  |
|                | Juropa                                              | 1,969  | 5.14%  | --  | 0     | --  |
|                | Partidul Muncitoresc Belgian                        | 205    | 0.53%  | --  | 0     | --  |